# David Torres García
David Torres García (Gandia, 8 de gener de 1978) és un economista i polític valencià, diputat a les Corts Valencianes en la IX legislatura.
Llicenciat en economia de la Universitat de València, especialitzat en cooperació internacional, polítiques i gestio de processos de desenvolupament i gestió d'entitats no lucratives per la Universitat Politècnica de València, UNED i ESADE.
De 2010 a 2015 ha estat director de l'ONG Centre d'Estudis Rurals i d'Agricultura Internacional (CERAI), amb la qual ha estat cooperant al Marroc i al que ha representat a l'Encontre Civil Euromediterrani i a l'Assemblea de ciutadanes i Ciutadans del Mediterrani. En 2013 participà a Fiare Xarxa Valenciana (Banca Ètica) i és membre del secretariat permanent del Fòrum Mundial sobre l'Accés a la Terra (FMAT) i del grup promotor de la Xarxa d'Economia Alternativa i Solidària.
Fou elegit diputat a les eleccions a les Corts Valencianes de 2015.